# Lassana Coulibaly
Lassana Coulibaly (Bamako, 10 april 1996) is een Malinees voetballer die doorgaans als centrale middenvelder speelt. Hij wordt in het seizoen 2019/20 door Angers SCO uitgeleend aan Cercle Brugge. Coulibaly debuteerde in 2016 in het Malinees voetbalelftal.

## Clubcarrière
SC Bastia haalde Coulibaly op jonge leeftijd naar Frankrijk. Tijdens het seizoen 2014/15 maakte hij zijn debuut in het tweede elftal. Op 8 augustus 2015 debuteerde de middenvelder in de Ligue 1, tegen Stade Rennais. Veertien dagen later maakte hij zijn eerste competitietreffer tegen EA Guingamp. In zijn eerste seizoen kwam Coulibaly tot een totaal van vijftien competitieduels.
In juli 2017 nam Angers SCO Coulibaly voor 2 miljoen euro over van Bastia. Na één seizoen leende de Franse club hem uit aan Rangers FC, het seizoen daarop volgde een uitleenbeurt aan Cercle Brugge.

## Interlandcarrière
Coulibaly debuteerde op 8 oktober 2016 voor Mali in de WK-kwalificatiewedstrijd tegen Ivoorkust. Hij speelde de volledige wedstrijd, die met 3–1 verloren ging.